# Norman Ohler
Norman Ohler (* 4. Februar 1970 in Zweibrücken) ist ein deutscher Autor, der vor allem durch Romane, aber auch durch sein Sachbuch Der totale Rausch sowie durch Mitarbeit an Drehbüchern bekannt wurde. Er lebt als freier Schriftsteller in Berlin.

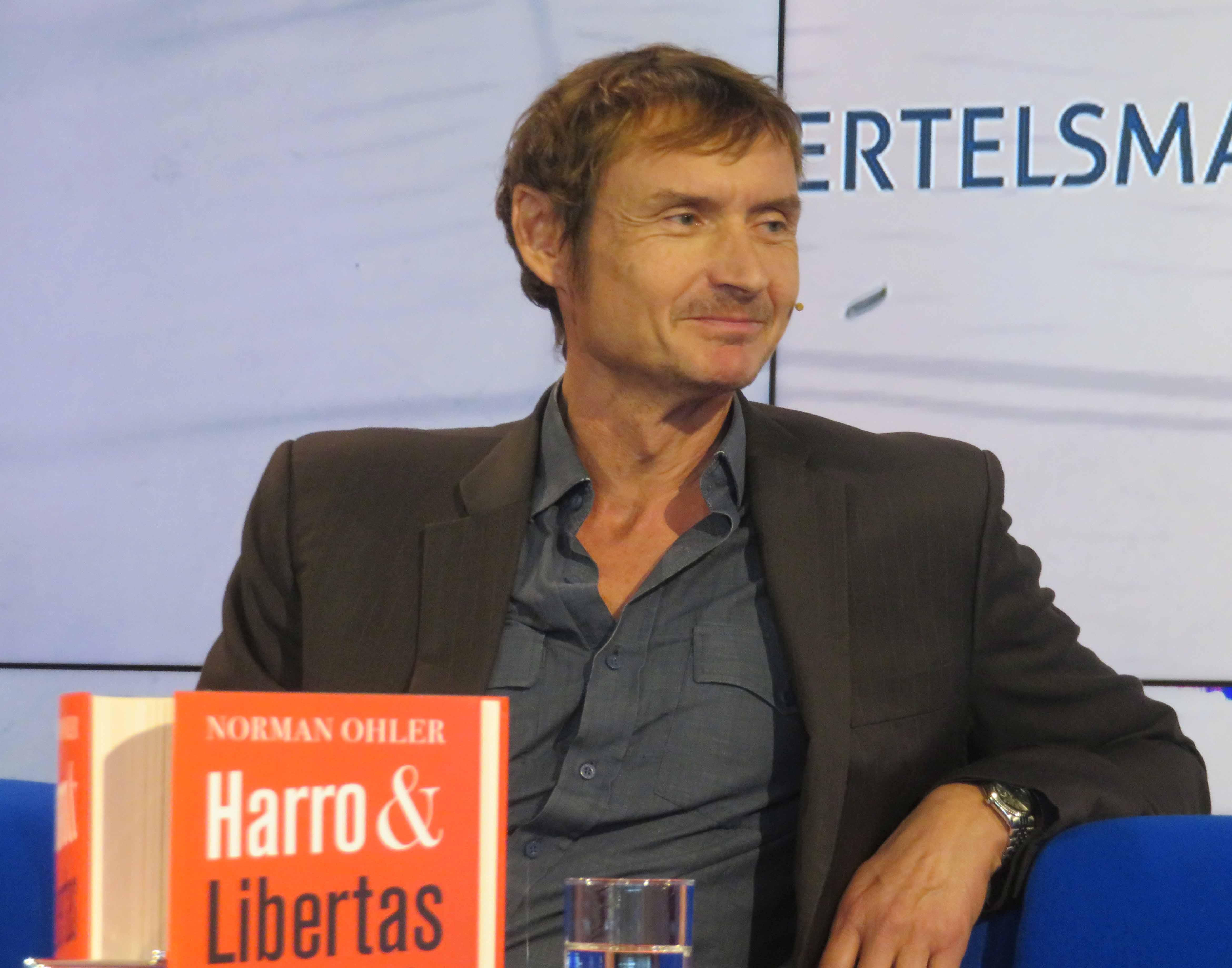
Norman Ohler (2019)

## Ausbildung und Beruf
Ohler, Sohn des Zweibrücker Richters und Autors Wolfgang Ohler, machte 1988 das U.S. High School Diploma an der Powers Catholic High School in Flint (Michigan), 1990 legte er das deutsche Abitur am Staatlichen Helmholtz-Gymnasium Zweibrücken ab. 1991/92 besuchte er die Hamburger Journalistenschule und arbeitete für Stern, Spiegel und GEO. Er ist Mitbegründer der Tribes Gallery in New York.
Im Herbst 2004 war Ohler Stadtschreiber in Ramallah, Palästina. Dabei führte er das letzte Interview mit Jassir Arafat kurz vor dessen Tod. Im selben Jahr wurde er Stadtschreiber von Jerusalem. Seine Erlebnisse wurden von der Wochenzeitung Die Zeit gedruckt und online veröffentlicht; sie können im deutsch-arabischen Literaturforum MIDAD nachgelesen werden. Im Winter 2006 veröffentlichte Ohler vom Iran aus einen Podcast über seine Reise. Er ist Mitglied des PEN-Zentrums Deutschland und Gründungsmitglied des PEN Berlin.

## Werk
1995 veröffentlichte Ohler den Detektiv-Roman Die Quotenmaschine, die Geschichte des stummen Detektivs Maxx Rutenberg aus New York im Internet als Hypertext im World Wide Web. Die Quotenmaschine gilt als erster Internet-Roman der Literaturgeschichte. Ohlers zweiter Roman Mitte erschien am 11. September 2001 bei Rowohlt Berlin. Der letzte Teil seiner Metropolen-Trilogie ist der in Johannesburg spielende Roman Stadt des Goldes (2002).
2007 arbeitete Ohler als Co-Autor von Wim Wenders am Drehbuch des Spielfilms Palermo Shooting. 2008 lebte er auf Einladung von Dennis Hopper drei Monate in dessen Haus in Venice Beach (Kalifornien) und arbeitete mit Hopper an dessen Vermächtnis und letztem Stoff, einem Drehbuch mit dem Arbeitstitel Kilo.
2010 produzierte Ohler mit natural seinen ersten Kurzfilm, bei dem er auch Regie führte.
Im September 2015 erschien Norman Ohlers erstes Sachbuch Der totale Rausch – Drogen im Dritten Reich.
Ohler geht darin der Frage nach, welche Rolle psychoaktive Drogen, wie das Aufputschmittel Pervitin, in der Militärgeschichte des Zweiten Weltkriegs gespielt haben, und deutet viele Entscheidungen der militärischen und politischen Führungsriege – allen voran Adolf Hitlers – als Folge von Drogenmissbrauch. Helena Barop, die das Buch für Die Zeit rezensierte, warf dem Autor darin eine problematische „Vermischung von sensationshungrigem Hitler-Voyeurismus und wissenschaftlicher Sachbuchpose“ vor. Auf Deutschlandradio Kultur hielt Christoph Ohrem dagegen: „Insgesamt ist Der totale Rausch ein sehr gut lesbares und wichtiges Buch, das durch seine bildhafte und szenische Ausgestaltung nicht an historischer Akkuratesse verliert.“
Julia Encke, eine Rezensentin der Frankfurter Allgemeinen Sonntagszeitung, bezeichnete Ohlers Studie als „eines der interessantesten Bücher der letzten Jahre“. Ian Kershaw, ein bekannter Hitler-Forscher, äußerte zu Ohlers Buch: „Sehr gut und äußerst interessant. Eine wichtige wissenschaftliche Studie, die exzellent recherchiert ist.“ Matthias Drobinski, der Rezensent der Süddeutschen Zeitung, schrieb 2015, das Buch überzeuge „auch gestandene Wissenschaftler.“
Seit 2016 erschien Der totale Rausch – Drogen im Dritten Reich in über 30 Übersetzungen, unter anderem in Großbritannien, den USA, Frankreich, Spanien, Italien, Polen, China und Russland,  und stand auf der Bestseller-Liste der New York Times.
2017 veröffentlichte Ohler den historischen Roman Die Gleichung des Lebens, der im Jahr 1747 in Preußen spielt: Der Mathematiker Leonhard Euler soll im Auftrag Friedrich des Großen im Oderbruch bei der Trockenlegung der Sümpfe helfen und muss dabei einen Mord aufklären.
2019 erschien Ohlers zweites Sachbuch Harro & Libertas. Das Buch handelt über Harro Schulze-Boysen und seine Frau Libertas sowie ihren Widerstand gegen das NS-Regime.
Im Herbst 2024 erschien im Magazin der Wochenzeitschrift DIE ZEIT ein langer Artikel von Ohler, in dem er vor allem über seine Teilnahme am Podcast von Joe Rogan berichtet. Es ging dabei vor allem um verschiedene Aspekte des Drogenkonsums, insbesondere um Ohlers Recherchen zu seinem Buch Der stärkste Stoff, das in USA unter dem Titel Tripped erschienen ist. Ohler erwähnte, dass das Buch ursprünglich den Titel LSD für Mama erhalten sollte, der Verlag dem aber widersprochen hat. Ohler stellte in dem Podcast auch sein neuestes Buchprojekt vor, das unter dem Titel Stoned Sapiens demnächst fertig gestellt werden soll.

## Privates
Ohler wohnt in Berlin-Kreuzberg, hat einen Sohn und eine Tochter.

## Auszeichnungen

### Preise
- 1998: Pfalzpreis für Literatur (Fördergabe)
- 1999: Martha-Saalfeld-Förderpreis
- 2003: Förderpreis zum Kunstpreis Rheinland-Pfalz
- 2019: Pfalzpreis für Literatur[17]

### Stipendien
- Universität Tel Aviv
- Ledig-House New York
- Stiftung Kulturfonds
- Berliner Senat
- Baltic Centre for Writers
- International Writers’ Center Rhodes

## Werke

### Romane, Novellen und Erzählungen
- Die Quotenmaschine. Roman. Hypertext, 1995, Kiepenheuer & Witsch 2019
- Mitte. Roman. Kiepenheuer & Witsch 2001
- Stadt des Goldes. Roman. Kiepenheuer & Witsch 2002
- Der schwarze Vorhang / Der Reporter. Novellen. Rhein-Mosel-Verlag 2011
- Die Gleichung des Lebens. Roman. Kiepenheuer & Witsch 2017
- Der Zauberberg, die ganze Geschichte. Roman. Diogenes 2024[18]

### Sachbücher
- Einblicke – Bekenntnisse aus den Dichterwerkstätten. Sachbuch. Rhein-Mosel-Verlag 2011 (Mitautor)
- Der totale Rausch. Sachbuch. Kiepenheuer & Witsch 2015
- Harro und Libertas. Sachbuch. Kiepenheuer & Witsch 2019, ISBN 978-3-462-05267-1
- unausstehlich und reizend zugleich. Sachbuch. VACAT Verlag 2019 (Mitautor)
- Der stärkste Stoff. Sachbuch. Kiepenheuer & Witsch 2023, ISBN 978-3-462-00191-4